# Bevolking van Brazilië

Kaart van de Braziliaanse staten naar inwonersaantal

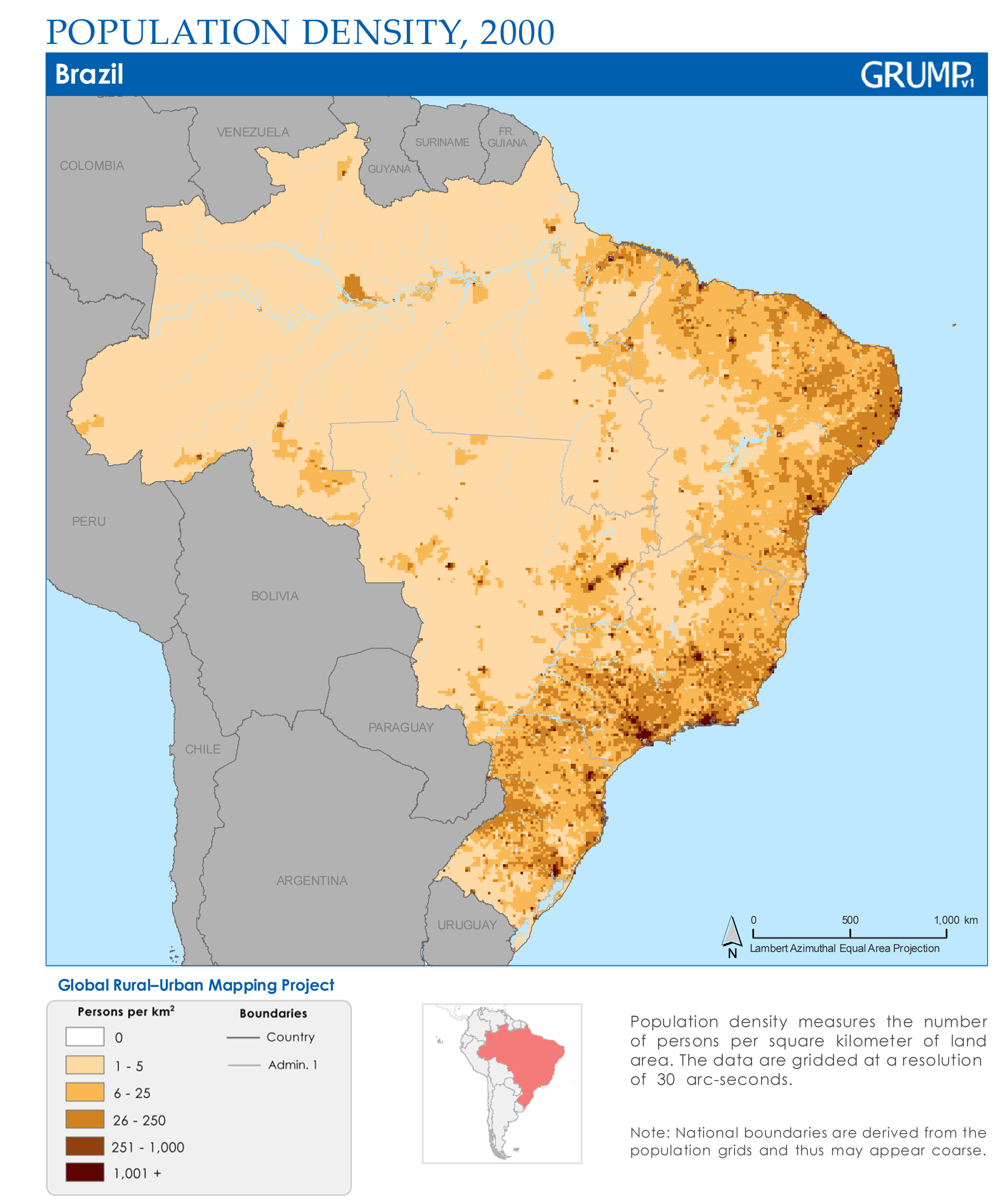
Bevolkingsdichtheid in Brazilië in inwoners per vierkante kilometer

De leeftijdsopbouw van de bevolking van Brazilië wordt over het algemeen onderverdeeld in drie groepen: jongeren (vanaf geboorte tot 19 jaar), volwassenen (van 20 tot 59 jaar) en ouderen (60 jaar en ouder). Het land kent vele jaren van lage geboortecijfers en sterftecijfers, een grote volwassenengroep heeft een hoge levensverwachting, Bijna 40% van de bevolking was (in 2017) jonger dan vierentwintig jaar.
Voor 2007/2008 telde Brazilië naar schatting 192 miljoen inwoners en op basis van de modellen werd in 2021 een aantal van 213,3 verwacht. Bij de laatste (in verband met Corona uitgestelde) 10 jaarlijkse volkstelling bleek dit echter onjuist en kwam het totaal uit op 203,1 miljoen inwoners. De bevolkingsgroei is daarmee te opzichte van 2010 vrijwel gehalveerd! (bron: Trouw https://www.trouw.nl/buitenland/er-zijn-10-miljoen-minder-brazilianen-dan-gedacht~b99e00b7/). 
Bij de officiële volkstelling in augustus 2000 werd de totale populatie nog gesteld op 169.799.170 inwoners, waarvan 83.576.015 man (49,2%) en 86.223.155 vrouw (50,8%). In deze gegevens werden opgenomen personen in zogenaamde remote areas, militair personeel in het buitenland, koopvaardijlieden, seizoensarbeiders in het buitenland en andere burgers in het buitenland; niet inbegrepen zijn hierbij nomaden, gestationeerde buitenlandse militairen, buitenlanders die zich tijdelijk in het land begeven, scheepspassagiers op doorreis en de populatie indianen in het oerwoud.
In 1950 was de verdeling als volgt: 4,6% ouderen, 43,1% volwassenen en 52,3% jongeren. Dit is het gevolg van een lager aantal sterfgevallen en geboortes en een toenemende levensverwachting. Ondanks deze kleine procentuele veranderingen, wordt Brazilië nog steeds beschouwd als een jong land: mensen tot 19 jaar vormen een grote groep van de bevolking. Bovendien is het aandeel van ouderen in de bevolking nog steeds klein in vergelijking met landen als Zweden of de Verenigde Staten, meer als de derdewereldlanden, maar uit onderzoek blijkt, dat in Brazilië de ouderen met de jaren steeds meer worden. Volgens de gegevens van 2005, is in Brazilië het percentage jongeren 46,5% van het totaal, volwassenen 46,4% en ouderen 7,1%.

## Opvattingen
Er zijn verschillende opvattingen over de leeftijdsopbouw in Brazilië, sommigen zeggen dat Brazilië een jong land is en goed is voor de groei, anderen zeggen dat het een factor is die niet goed is voor de economie. Deze factor alleen zou al positief zijn als er grote investeringen in onderwijs en gezondheid van jongeren werd gestoken, en die hen voorbereiden op de toekomst. Maar de situatie van onderwijs en gezondheidszorg in Brazilië is niet het beste, en slechts 1 van de 400 begint of eindigt hoger onderwijs. In deze situatie kunnen alleen gezinnen uit de hoge inkomensgroepen worden voorzien van een goede opleiding voor hun kinderen.